# Tkhatch
Le Tkhatch (Тхач, littéralement « dieu » en adyguéen) est un massif montagneux du Caucase de l'Ouest situé à la limite du kraï de Krasnodar et de l'Adyguée, dans le Sud de la Russie européenne. Sa partie adyguéenne comprend la réserve naturelle du même nom.

## Géographie

### Topographie

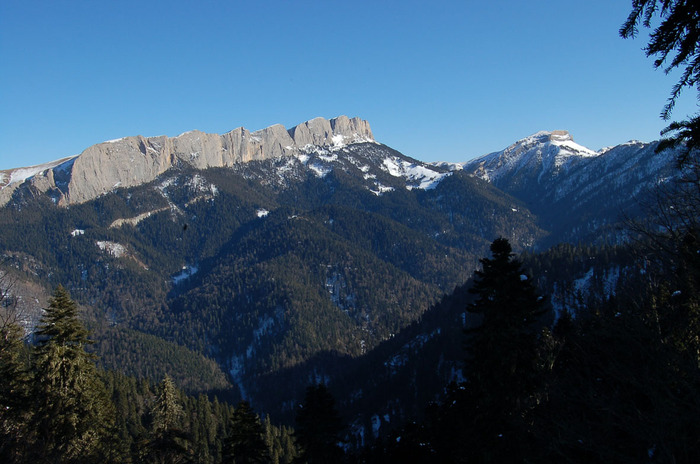
Vue du Grand Tkhatch à gauche et du Petit Tkhatch à droite.

Le massif se situe sur la ligne de partage des eaux entre la Belaïa et la Laba. Il se trouve donc à cheval sur le bassin de la rivière Sakhraï, affluent de la Belaïa, à l'ouest, et le bassin de la rivière Khodz, affluent gauche de la Laba, à l'est, qui se trouve à la frontière de l'Adyguée et du kraï de Krasnodar. Ses deux sommets principaux sont le Grand Tkhatch qui culmine à 2 368 mètres et le Petit Tkhatch qui culmine à 2 238 mètres d'altitude. Il possède une forme typique de cuesta avec une face sud et une face ouest escarpées et une face nord en pente douce recouverte de végétation et d'herbe. Sa silhouette se caractérise par les sommets asymétriques du Grand Tkhatch et du Petit Tkhatch qui sont visibles de loin des localités du Caucase de l'Ouest. La longueur des parois du Tkhatch est de 10 à 12 kilomètres.
Les sommets qui se trouvent dans la chaîne à laquelle il appartient (Peredovoï)[pas clair] sont du nord au sud : le pic des Cosaques (1 184 m), le Grand Tkhatch et le Petit Tkhatch, l'Asbestnaïa (2 285 m), l'Atchechbok (« Porte du Diable ») (2 486 m) et, à l'est de ce dernier, l'Aguigué (2 311 m) et le Soundouki (2 200 m).

### Climat
La température annuelle relevée par la station météorologique voisine de Kicha (1 500 m d'altitude) est de 6,9 °C ; les précipitations annuelles sont de 854 mm[réf. souhaitée]. La neige est présente de novembre à mi-avril.